# Erik Bosgraaf

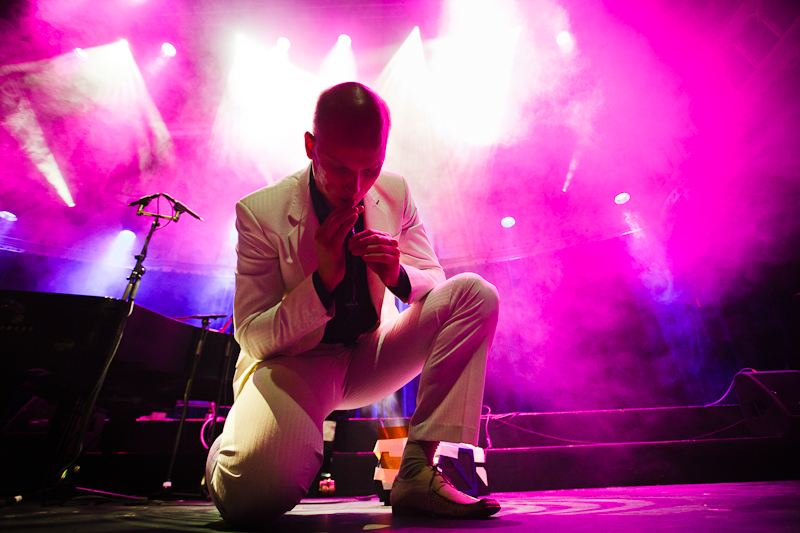
Erik Bosgraaf tijdens een concert in Paradiso Amsterdam in 2011.

Erik Bosgraaf (Drachten, 9 mei 1980) is een Nederlands blokfluitist en musicoloog.
Bosgraaf studeerde in 2005 af aan het Conservatorium van Amsterdam bij Walter van Hauwe en Paul Leenhouts en ontving in 2006 zijn bul voor musicologie aan Universiteit Utrecht. Hij improviseert, speelt jazz, werkt met elektronica en zoekt samenwerking op het gebied van andere kunstdisciplines, bijvoorbeeld met filmmakers. Zijn repertoire strekt zich uit van middeleeuws tot Vivaldi’s Vier jaargetijden tot de muziek van morgen. Ongeveer honderd werken zijn voor hem geschreven, waaronder twaalf concerten (Willem Jeths, Theo Loevendie, Anna Meredith e.a.). Pierre Boulez verleende hem persoonlijk toestemming zijn klarinetcompositie Dialogue de l’ombre double voor blokfluit te bewerken.

## Carrière
In 2005 vormde Bosgraaf samen met Izhar Elias en de Italiaanse klavecinist Alessandro Pianu het ensemble Cordevento, aanvankelijk om moderne en oude muziek in één programma samen te brengen. Vanaf 2007 richt het trio zich voornamelijk op muziek uit de 17e eeuw, repertoire dat zich vaak op het breukvlak van de populaire en de kunstmuziek bevindt. In 2008 maakte Cordevento haar debuut als barokorkest in enkelvoudige bezetting. In die formatie richt de groep zich vooral op 18e-eeuws repertoire.
Onder supervisie van musicoloog Thiemo Wind bracht Erik Bosgraaf een cd-box uit met muziek van de Nederlandse componist Jacob van Eyck (1589-1657). Die markeerde in 2006 zijn internationale doorbraak.
Sindsdien zijn talrijke andere cd’s verschenen, hoofdzakelijk op het label Brilliant Classics. De meeste opnamen maakt hij met zijn Ensemble Cordevento, waarmee hij tevens optrad van Utrecht tot Sint-Petersburg en van Moskou tot Hong Kong.
In 2011 werd Erik Bosgraaf onderscheiden met de Nederlandse Muziekprijs, de hoogste staatsonderscheiding op muziekgebied. Bosgraaf is de eerste blokfluitist die ermee gelauwerd is. Verder ontving hij onder meer de Borletti-Buitoni Trust Award (2009). In het seizoen 2011/12 kreeg hij, voorgesteld door Concertgebouw Amsterdam en Paleis voor Schone Kunsten, Brussel, de eervolle uitnodiging van de European Concert Hall Organisation (ECHO) een internationale tournee te maken in de serie Rising Stars. 
Naast de activiteiten in de kamermuziek speelt Erik Bosgraaf regelmatig bij symfonie- en kamerorkesten. Hij werkt onder andere met het Dallas Symphony Orchestra (Jaap van Zweden), Nederlands Kamerorkest (Gordan Nikolic), Residentie Orkest (Reinbert de Leeuw), Holland Symfonia (Otto Tausk), het Noord-Nederlands Orkest (Johannes Leertouwer), Radio Kamer Orkest (Thierry Fischer, Andreas Delfs) en Sinfonia Rotterdam (Alessandro Crudele). Hij speelt verder met saxofonist Yuri Honing, electro-free jazz groep POW Ensemble (met Luc Houtkamp), Sean Bergin, Dig d’Diz, Mary Oliver (altviool) en Rozemarie Heggen (contrabas). Ook nam hij drie albums op met rockband Echos Minor.
Sinds 2002 werkt Bosgraaf samen met gitarist Izhar Elias tevens als mede-initiator van theatrale multimedia projecten. In 2007 verscheen hun cd/dvd Big Eye (Phenom Records). De laatste jaren werken Bosgraaf en Elias vooral samen met filmmakers Paul & Menno de Nooijer en geluidskunstenaar Jorrit Tamminga. In opdracht van de Open Universiteit verscheen oer.www (2008) en in opdracht van Festival Boulevard/November Music maakten ze Jane in Concert (2010).
Erik Bosgraaf is als docent verbonden aan het Conservatorium van Amsterdam en de  Academy of Music in Kraków.
Met ingang van 2024 is Erik Bosgraaf artistiek leider van LIFEM, het London International Festival of Early Music, het grootste festival voor oude muziek in Groot-Brittannië dat sinds 1973 bestaat. 

## Prijzen
In 2009 won Erik Bosgraaf de Londense Borletti-Buitoni Trust Award. In 2009 werd hem samen met Izhar Elias de Grachtenfestivalprijs toegekend. In 2011 ontving hij de hoogste staatsonderscheiding voor muziek, de Nederlandse Muziekprijs. Verder won hij Het Gouden Viooltje voor muzikaal talent uit Noord-Nederland.

## Discografie
- ‘Adriana. Her Portrait, Her Life, Her Music’ (2023) book by musicologist Thiemo Wind with 31 songs
- Loevendie en Bosgraaf: Nachklang - Reflex - Dance - Improvisations (Brilliant Classics 95906), 2018
- Telemann: The Trio Sonatas for Recorder, Violin & Basso Continuo (Berlin Classics 0301006BC), 2017
- Ernst Reijseger: Walking Out, soundtrack for the movie by Andrew & Alex Smith (Winter & Winter), 2017
- Telemann: The Double Concertos with Recorder, Cordevento (Brilliant Classics 95249), 2016
- Telemann: Complete Suites and Concertos for Recorder, Cordevento (Brilliant Classics 95248), 2016
- Ernst Reijseger: Salt & Fire, soundtrack for the movie by Werner Herzog (Winter & Winter, 2016)
- Willem Jeths: Recorder Concerto (Challenge Records CC 72693), 2015
- Telemann: The Recorder Sonatas (Brilliant Classics 95247), 2015
- Pierre Boulez, Tamminga/Bosgraaf: Dialogues, Dialogues de l'ombre double (Brilliant Classics 94842), 2015
- Vivaldi: The Four Seasons, Cordevento (Brilliant Classics 94637), 2013, re-release on LP 2015
- Hotel Terminus, met Saxophonist Yuri Honing (Brilliant Classics 9418), 2013
- La Monarcha, 17th centrury music from the Spanish territories, Cordevento (Brilliant Classics, 94252), 2012
- Bach: Concerti, Cordevento (Brilliant Classics 94296), 2011
- Vivaldi: Recorder Concertos, Cordevento (Brilliant Classics 93804), 2009
- Handel: The Recorder Sonatas (Brilliant Classics 93792), 2008
- Telemann: Twelve Fantasias, Bach: Partita (Brilliant Classics 93757), 2008
- Van Eyck: Der Fluyten Lust-hof (3cd-set, Brilliant Classics 93391), 2007
- Big Eye, movies & music (cd & dvd, Phenom Records PH0713), 2007
- Unico Wilhelm van Wassenaer and the Recorder in the Low Countries (Brilliant Classics 95907), 2019
- Telemann:  Chamber Music with Recorder (Brilliant Classics 97411), 2025